# Z kraju milczenia
Z kraju milczenia – zbiór opowiadań napisanych przez Wojciecha Żukrowskiego wydany po raz pierwszy w 1946 roku w Warszawie.
Opowiadania dotyczą przeżyć wojenno-okupacyjnych autora. Wspólnie tworzą pełny obraz rzeczywistości w okupowanym kraju. Autor pragnął upamiętnić walkę żołnierzy (zarówno tych z kampanii wrześniowej jak i członków podziemia zbrojnego), oddać im hołd, a także wiernie ukazać doświadczenia ogólnoludzkie. "Książka stanowi całość ideowo-artystyczną, mimo że zawiera opowiadania autonomiczne fabularnie. Wszystkie jednak wyrastają z tej samej filozofii, estetyki i wrażliwości. Wszystkie mają w zasadzie tego samego narratora, identycznego duchowo, chociaż jego losy są odmienne." Tak wyraża się o książce S. Melkowski. Zamieszczone w zbiorze teksty były pisane w latach 1939-1945 i stanowiły bezpośrednią reakcję pisarza na działania wojenne. Krytycy byli dobrze nastawieni do książki. K. Wyka Książka wszystkich pięciu lat, Odrodzenie 1946, nr 32 tak wyraził swoją opinię na temat zbioru: "..pisał tę książkę niewątpliwie katolik, ale szablą z konia pisał ją również Sarmata"; "jest to najbardziej polska książka powojenna[...], pisząć <<polska>>, mam tu na myśli to, że w całym ustroju moralnym i artystycznym, w niepisanym, a jakże silnie udzielającym się z tej książki światopoglądzie Żukrowskiego jest to zbiór, w którym wszystkie oczywiste wartości i niedostrzegalne way postępowania i charakteru polskiego ukazane zostały w blasku bardzo samodzielnej prawdy artystycznej". Wilhelm Mach (Kwitnące krzyże, "Twórczość" 1946, nr 6) był też tym zbiorem zachwycony. Pisał o nim tak: "książka jest sarmacka i równocześnie szkaplerzna". Jak pisze Melkowski: przyczylne przyjęcie zbioru przez pierwszych jego krytycznych czytelników nie zapowiadało sporu, jaki miał się już wkrótce rzpętać na łamach "Kuźnicy". Wyka "Z kraju milczenia" nazwał "najpełniejszą książką o pięciu latach walki i okupacji, jaka się dotąd ukazała". Opinię swoją uzasadniał tym, że omawia on wszystkie najważniejsze wydarzenia, jakie miały miejsce w okresie wojny i okupacji, jak również pokazuje dwa fronty: cywila i żołnierza. Jak stwierdza S. Melkowski: "Z kraju milczenia" czytane po latach zachowało swoje walory, a więc wartości ideowe i artystyczne.  

## Opowiadania
- Przedsłowie
- Lotna (na podstawie tego opowiadania w 1959 roku powstał film pod tym samym tytułem w reżyserii Andrzeja Wajdy)
- Przed furtą
- Kantata
- Przebieg
- Pod śniegiem
- Czysta robota
- Pozdrowienie anielskie